# 淫樂殺人
淫樂殺人（英語：lust murder），又名異常快樂殺人，指為了獲得某種快感，或心理上的滿足或補償所犯下的殺人行為。有的罪犯是以追求性快感為目的，也叫做性犯罪殺手，也可叫做異常殺人或異常殺人者，而其它原因有「財殺」、「仇殺」或「情殺」。

## 起源和定義
在近代以前被認定的淫樂殺人多半出自於貴族或手握權力的人，女性方面有匈牙利貴族伊莉莎白·巴托里，迷信以处女的血沐浴可保持青春，大量處女因此被殺害。如果她本人的日記記載正確的話，一共殺害了612人。後來她被囚禁在不見天日的牢房裡面衰弱至死。在中国亦有南北朝刘宋的後廢帝，常常親手殺人，並常到街巷中擾民，殺人成癮；一日不殺人，就悶悶不樂。野史中尚記有商朝的紂王和東吳的孙皓等嗜好拷打與屠殺的君主。
到了近代，主要原因在於貧窮。人類三大欲望（睡眠欲、食欲、性欲）有分先後：睡眠欲不滿足就欠缺食慾，食慾不滿足就欠缺性欲。因為要先確保生存，性欲只能排次，故此直到近代以前的國家與及現在貧窮的國家基本上都不會產生淫樂殺人事件。戰爭後某些人心靈上，因要填滿近代生活與戰爭帶來的落差，會採取殺人埋屍等手段，這種情況會看來跟普通犯罪類似（戰爭期間犯罪率會降低）。
一般而言，淫樂殺人事件的始祖被認為是19世紀末期伦敦貧民街發生的開膛手傑克。在此之後還有在英國發生。但是大量發生淫樂殺人事件則主要在越南战争中期以後的先進國，尤其是在美國。

## 成因與過程
當物欲得到滿足以後，精神卻處於空虛狀態下會比較容易發生淫樂殺人事件，故此在先進國比較容易發生。在嗜好層面上，多數淫樂殺人犯見到虐打的影像都會得到性欲層面的快感，甚或射精。本來不少有這類異常嗜好的人只須要看看暴力影像就能滿足他們的欲望，但淫樂殺人犯卻未能滿足，不殺人就無法得到快感。
淫樂殺人犯大部份小時候都有虐待小動物甚至殺害，不斷升級，到最後不殺人就無法得到快感，是為淫樂殺人犯的典型行為模式。（見虐待動物）。故此美國有些州會重罰虐待動物的人。
而淫樂殺人犯實施犯罪前，會長久時間在預定犯罪區域或場合隨機巡遊觀察物色適合實行犯罪的對象與時機，並且在被害人難以向他人求援的環境或時機，趁被害人無所察覺情況下使其處於無力反抗掙脫束縛，強行綁架至無外人察覺的隱蔽地點實施犯罪。

## 難以逮捕的原因
一般而言犯案越多越容易被逮捕，但因為淫樂殺人連續犯襲擊的都是一些素未謀面的人，與受害人的接觸點──破案的關鍵──極少，甚至近乎沒有，且實施犯罪的時機常會挑選不受外在因素干擾的僻處通道，令警方搜查犯罪行跡時難以完整追查，讓破案的難度大為增加，故此很多都沒法偵破。因此，特別在美國，就發展出罪犯側寫這種方法。
殺人事件如果不見屍體是難以起訴的。雖然並不代表不能起訴，只是縱使有明確的環境證據支持，但缺乏決定性證據證明受害人已經遇害，否則不可以起訴。故此如果受害人是無家可歸的人、離家出走的少女、或者妓女的話，被殺時既無人目擊，屍體又被埋在山上的話，只要未找到屍體，很大機會只會被列入失蹤人口，法庭不會發出搜查令，殺人事件就極容易變成完美犯罪。
有些犯案者在平日時言行或生活作息與常人相差無幾而相當規律看不出顯著異常，面對警察偵辦調查時會表現異常沉著冷靜，甚至會縝密地用誤導性虛假跡證誤導警方偵查方向，令警方難以找出確切證明具體犯行的事證來追查犯人。
有些犯人會因思念受害人而幹出一些行為，如與受害人約會、拍攝裸照或色情錄影帶及收藏事主物品等，方便日後翻看令快感延續, 警方往往憑這些證據將犯人繩之於法。香港的林過雲拿菲林到沖印公司時被職員發現相片有淫褻成份報警而落網, 而林國偉則於相約最後一名事主到戲院看電影時被探員拘捕 （页面存档备份，存于）。有人認為今天犯人可用手機或數碼相機拍照, 然後用打印機印相, 毋須光顧沖曬店，警方未必能破案。 （页面存档备份，存于）

## 知名犯人
| 案發年份 | 姓名                    | 綽號                                | 犯人國籍及案發地點                                              | 死者數目          | 結果                  |
| -------- | ----------------------- | ----------------------------------- | --------------------------------------------------------------- | ----------------- | --------------------- |
| 1888-91  | 傑克                    | 開膛手 Jack the Ripper              | 英国倫敦白教堂                                                  | 5女               | 下落不明 已身故       |
| 1960-70  | 仍未確定                | 黃道十二宮殺手                      | 美国加州或內華達州                                              | 5(證實) 32 (懷疑) | 仍在調查中            |
| 1963-65  | 艾恩·白賴德 米拉·辛德莉 | Moors Murderers                     | 英国大曼徹斯特郡                                                | 5                 | 終身監禁 全已身故     |
| 1967-87  | 費德·韋斯 露絲·韋斯     |                                     | 英国告羅士打郡                                                  | 13                | 還押期間自殺 終身監禁 |
| 1973-78  | 泰德·邦迪               |                                     | 美国多個州份 · 華盛頓、俄勒岡、猶他、愛達荷、科羅拉多、佛羅裡達 | 35                | 死刑                  |
| 1975-80  | 彼得·薩特克利夫         | 約克郡屠夫 Yorkshire Ripper         | 英国約克郡                                                      | 13 企圖謀殺7人    | 終身監禁 已身故       |
| 1982     | 林過雲                  | 雨夜屠夫                            | 英屬香港 · 的士 (殺人)、土瓜灣 (剖屍)、城門河及大坑道 (棄屍)    | 4                 | 死刑→終身監禁         |
| 1989-90  | 丹尼·羅林               | 盖恩斯维爾開膛手 Gainesville Ripper | 美国 · 路易斯安那州什里夫波特、佛羅裡達州蓋恩斯維爾             | 8                 | 死刑                  |
| 1989-90  | 艾琳·乌尔诺斯 (女)      |                                     | 美国佛羅裡達州                                                  | 7男               | 死刑                  |
| 1990-94  | 羅樹標                  | 廣州殺人王 廣州雨夜屠夫 廣州林過雲  | 中国廣東省廣州                                                  | 19                | 死刑                  |
| 1992-93  | 林國偉                  | 屯門色魔                            | 英屬香港屯門、土瓜灣及紅磡                                      | 3 另姦劫10人      | 終身監禁              |
| 1996     | 日高廣明                |                                     | 日本廣島市                                                      | 4                 | 死刑                  |
| 2006     | 史堤芬·韋特             | 薩福克勒殺王 Suffolk Strangler      | 英国薩福克郡葉士域治                                            | 5                 | 終身監禁              |